# Maša Haľamová
Maša Haľamová (ur. 28 sierpnia 1908 w Blatnicy, zm. 17 lipca 1995 w Bratysławie) – słowacka poetka, pisarka, tłumaczka.

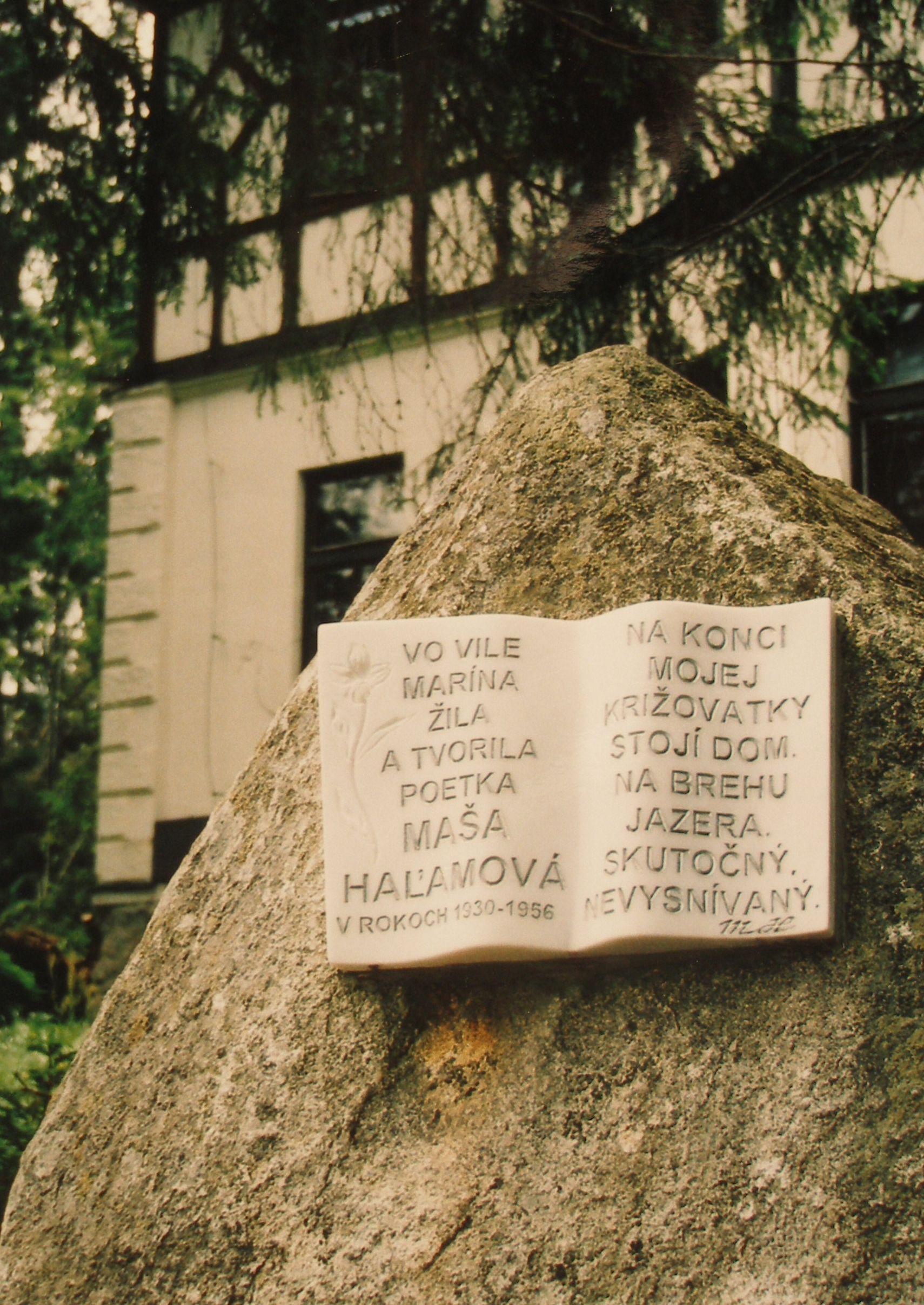
Pomnik Mašy Haľamovej w Szczyrbskim Jeziorze

## Życiorys
Maša urodziła się w rodzinie kupieckiej. Początkowo uczyła się w Martinie, a gdy zmarła jej matka w marcu 1916 roku, ośmioletnią dziewczynkę wzięła do siebie przyjaciółka matki, Oľga Textorisová, utalentowana pisarka, która pracowała jako nauczycielka w Starej Pazovie. Naukę kontynuowała w Bratysławie, gdzie zdała maturę w 1925 roku. Po maturze pracowała jako urzędniczka w Wysokich Tatrach, gdzie mieszkała przez 30 lat. Była doskonałym narciarzem i została najmłodszym sędzią podczas mistrzostw świata w skokach narciarskich w Szczyrbskim Jeziorze w 1935 roku. W 1930 roku wyszła za mąż za lekarza, Jana Pullmana i mieszkali w Wysokich Tatrach aż do jego przedwczesnej śmierci w 1956 roku. W latach 1957–1958 pracowała w Martinie jako redaktor w wydawnictwie Osveta a stamtąd wyjechała do Bratysławy, gdzie pracowała do emerytury w 1973 roku jako redaktor w wydawnictwie Mladé letá. Zmarła w Bratysławie, ale została pochowana na Cmentarzu Narodowym w Martinie.

## Twórczość
Jako uczennica opublikowała tłumaczenia z poezji rosyjskiej w gazecie Slovenský denník. Własne prace zaczęła publikować w drugiej połowie lat 20. XX wieku w czasopismach literackich: Slovenské pohľady, Živena, Elán, a także w periodykach Nový rod i Mladé Slovensko.
Jest autorką kobiecej, kruchej liryki, która prostym, szczerym językiem opisuje uczucia płynące z serca: niespełnioną miłość, małżeńskie szczęście, ból utraty męża. Oprócz motywów miłosnych w swoich utworach zawarła urodę krajobrazu tatrzańskiego, wrażenia z podróży do Francji, a także poruszała tematy społeczne pod wpływem Jiřiego Wolkera. Przyciągnął ją obraz śmierci chorego Wolkera, który daremnie szukał uzdrowienia w tatrzańskiej naturze.
Oprócz własnej pracy poświęciła się również tłumaczeniom z serbskiego, czeskiego (Jiří Wolker, Ivan Olbracht, Marie Majerová, Jan Drda) i literatury rosyjskiej. Do kilku jej wierszy czołowi kompozytorzy słowaccy skomponowali muzykę, m.in. wiersze z kolekcji Červený mak. Dzięki swojej pracy weszła do historii literatury słowackiej jako jedna z najwybitniejszych przedstawicielek słowackiej poezji XX wieku. Jej prace zostały przetłumaczone na wiele języków. W 1983 roku rząd Czechosłowackiej Republiki Socjalistycznej nadał jej honorowy tytuł artysty narodowego.

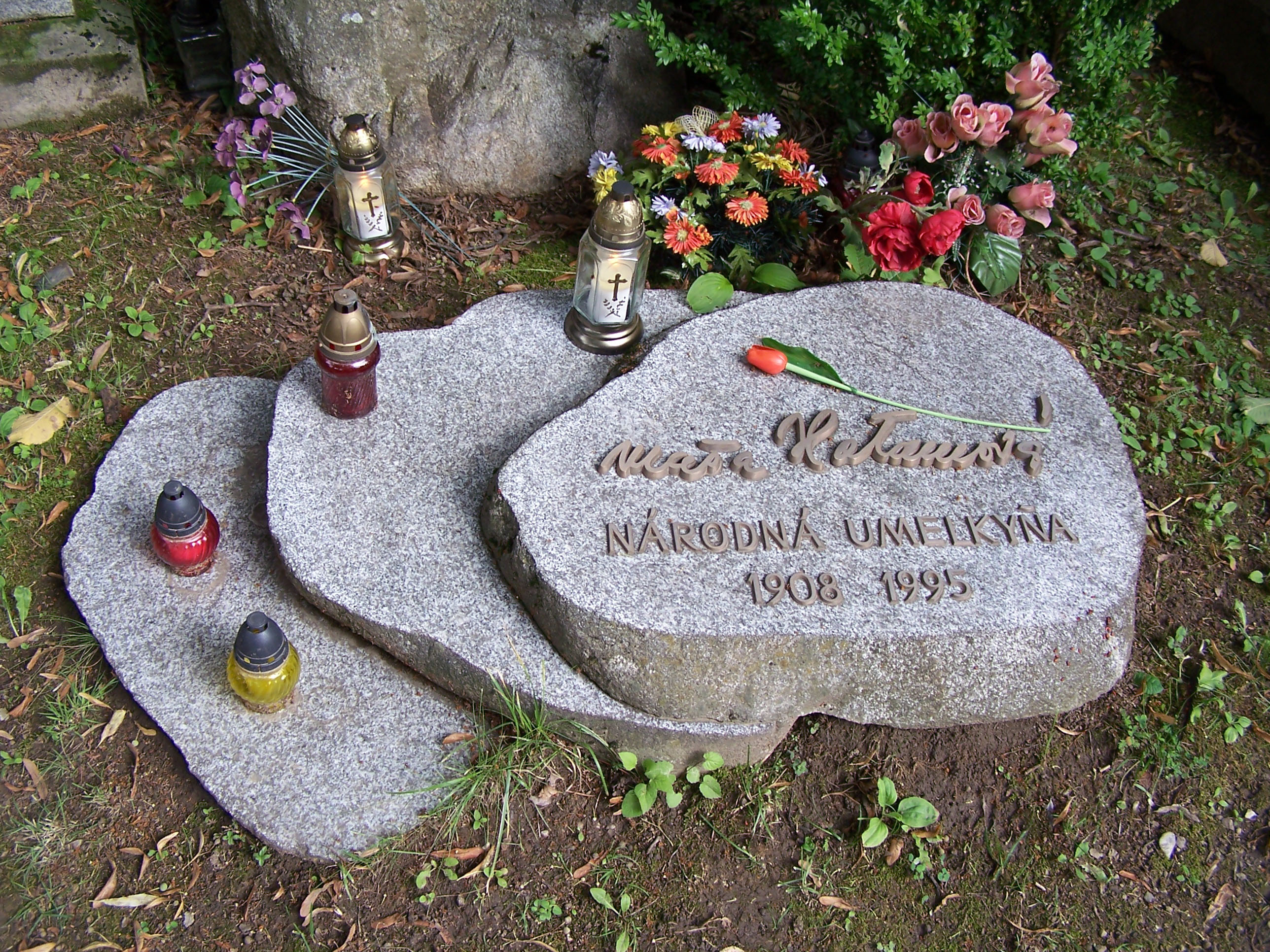
Nagrobek Mašy Haľamovej na Cmentarzu Narodowym w Martinie

## Wybrane dzieła

### Poezja
- 1928 – Dar
- 1932 – Červený mak
- 1966 – Smrť tvoju žijem

### Proza dla dzieci i młodzieży
- 1957 – Svrček a mravci
- 1962 – Mechúrik Košťúrik s kamarátmi
- 1965 – Petrišorka
- 1966 – Hodinky, leporello
- 1976 – O sýkorke z kokosového domčeka

### Wspomnienia i eseje
- 1988 – Vyznania
- 1988 – Vzácnejšia než zlato
- 1993 – Čriepky (ilustrował Mikuláš Galanda)
- 2001 – Tatranské listy

### Tłumaczenia
- 1968 – Ivan Olbracht: Biblické príbehy
- 1971 – Jan Drda: Zabudnutý čert